# Daysi Rubiera
Daysi Rubiera Castillo (Santiago de Cuba, 15 de junio de 1939) es una escritora, historiadora e investigadora cubana. Ha destacado en la escritura de testimonios de las mujeres negras. Entre sus obras más conocidas se encuentra “Reyita, sencillamente” (1997) en la que recupera la historia de su madre María de los Reyes Castillo Bueno, Reyita (1902-1997) y "Afrocubanas. Historia, pensamiento y prácticas culturales" (2011) una compilación de textos realizada con Inés María Martiatu Terry teatróloga, narradora, feminista y activista, de voces de mujeres para visualizar a la mujer negra y el pensamiento afrofeminista cubano.

## Trayectoria
Nació en Santiago de Cuba en 1939. Es licenciada en Historia y tiene una larga experiencia en el terreno de los estudios de género.
Es hija de María de los Reyes Castillo Bueno, Reyita (1902-1997) madre de ocho hijos, víctima de la discriminación racial desde muy pequeña, que vivió una historia de esclavitud y lucha que hubiera pasado desapercibida si Daisy no la hubiera rescatado en el libro “Reyita, sencillamente” (1997). En el libro reveló la perspectiva y las interioridades de las vidas de mujeres negras y pobres en la Cuba de inicios del siglo XX, pero además contó los avatares de sus propios orígenes. El libro fue finalista en el Premio Casa de las Américas en 1997 y punto de partida para las realizadoras españolas Oliva Acosta, Elena Ortega y Rocío Santillana, en la concepción de un documental de igual nombre. Su padre fue Antonio Amador Rubiera Gómez, telegrafista de la compañía ferroviaria Welfargo, hijo de un asturiano de Gijón y una dominicana.
Daysi Rubiera se licenció en Historia y creó en 1987 el Centro Cultural Africano Fernando Ortiz, en Santiago de Cuba, institución que dirigió hasta 1993. Especialista de Estudios Culturales de la Dirección Provincial de Cultura de esa ciudad, entre 1978-1988. Fue redactora-editora de la Editorial Oriente entre 1973 y 1978. Historiadora Comisión de Historia del Partido Comunista de Cuba, provincia de Oriente (1968-1973).  
Pertenece a la Unión de Escritores y Artistas de Cuba y a la Sección Identidades, Diversidad y Comunicación Social de la Sociedad Cubana de Psicología (SERES). Es miembro del Consejo Editorial de la Afro-Hispanic Review de la Universidad de Vanderbilt, Nashville, Tennessee. En 1993 se incorporó a la Asociación de Mujeres Comunicadoras (Magín).
En 2010 publicó Desafío al silencio un libro en el que narra la historia de 13 mujeres víctima de violencia de género. La autora en este caso se convierte también en protagonista, de estudiosa en entrevistada, y abre el libro con su propio testimonio de mujer maltratada.
Entre sus obras más conocidas se encuentra "Afrocubanas. Historia, pensamiento y prácticas culturales" una compilación realizada junto a Inés María Martiatu Terry de voces de mujeres afrocubanas en las que se muestra cómo el estereotipo de la mujer negra ha sido construido negativamente en todos los tiempos, limitando su presencia a un rol sexual. 
Cofundadora el grupo Afrocubanas junto a las también intelectuales y activistas Carmen González, Paulina Márquez, Inés María Martiatu, Sandra Abd´Allah-Álvarez Ramírez es también un proyecto que se articula con la Red Barrial Afrodescendiente, la Cátedra de la Mujer de la Universidad de La Habana, La Red de Mujeres Cristianas y la Cátedra de Sexología de la Universidad de La Habana.
Actualmente está jubilada pero continúa investigando sobre la vida y obra de las mujeres negras cubanas.

## Publicaciones
- Daisy Rubiera y Miguel Sierra: Testimonios sobre Frank, Editorial Oriente, Santiago de Cuba, 1978.
- Reyita, sencillamente, Editorial World Data Research Center y Pro Libros, La Habana, 1997. Traducido y publicado en el Reino Unido, Estados Unidos, Alemania y Cuba. Segunda edición en español: Editorial Verde Olivo, La Habana, 2001. Tercera edición Fondo Editorial Casa de las Américas, 2011.

- Golpeando la memoria, Ediciones Unión, 2005.
- Desafío al silencio, Editorial de Ciencias Sociales, La Habana, 2010.
- Aires de la memoria, Editorial CENESEX, La Habana, 2011.
- Afrocubanas: historia, pensamiento y prácticas culturales, selección de textos: Daisy Rubiera e Inés M. Martiatu, Editorial de Ciencias Sociales, La Habana, 2011.[3]

## Artículos
- “La mujer negra en Cuba (Mediados del siglo XVI- mediados del XIX)”, en Dos Ensayos. Editorial Academia, La Habana, 1996.
- “La mujer en la Regla de Ocha: una mirada de género.”, en Revista Revolución y Cultura, No. 2-3, marzo-junio. La Habana, 1999.
- “Género y mitología en la Regla de Ocha”, en Revista Del Caribe, No. 35. Santiago de Cuba, 2001.
- “Lo femenino y lo masculino en la cosmovisión yoruba: su influencia en la Regla de Ocha”, en Revista Del Caribe, No. 37, Santiago de Cuba, 2002.
- “La mujer en la radionovela cubana”, en A Primera Plana: Revista de género y comunicación, No. 3, República Dominicana, 2002.
- “Perfil de la mujer negra en Cuba” en Salsa cubana entre los géneros, Alemania, 2003.
- “Georgina Herrera: una poeta afrocubana”, en Afro-Hispanic Review, Vol. 24, No. 2, 2005.
- “La Iyáonifá: un problema de género en la Regla de Ocha/Ifá”, en Afro-Hispanic Review, Vol. 26, No.1, 2007.
- Junto a Aníbal Argüelles: “Lo masculino y lo femenino en la Regla Conga o Palo Monte”, en Afro-Hispanic Review, Vol. 26, No. 1, 2007.
- “El discurso de la mujer negra: ayer, hoy, en La Ventana. Revista digital Casa de las Américas, La Habana, 2011.
- “Mujer negra y violencia: Diferentes formas de discriminación”, SEMLac, 2011.
- “La masacre de 1912: memoria del olvido”, en Granma, La Habana, 2 de junio de 2012. Edición única, p. 3.